# Casimir Ninga
Rodrigue Casimir Ninga (* 17. Mai 1993 in N’Djamena) ist ein tschadischer Fußballspieler.

## Karriere

### Verein
Ninga begann seine fußballerische Ausbildung bei den beiden tschadischen Klubs Renaissance FC und AS Mangasport. Im Sommer 2015 wechselte er nach Europa zum französischen Erstligisten HSC Montpellier. Am 18. Oktober 2015 (10. Spieltag) stand er gegen Girondins Bordeaux bei einem 0:0-Unentschieden in der Startformation und gab somit sein Debüt im Profibereich. Im Spiel darauf schoss er nach Einwechslung gegen den SC Bastia ein Tor und gab eine Vorlage und trug somit maßgeblich zum 2:0-Sieg seines Teams bei. In der gesamten Saison 2015/16 schoss er sieben Tore und gab vier Assists in 16 Ligaspielen. Am 1. Oktober 2016 (8. Spieltag) gelang ihm bei einem 3:3-Unentschieden gegen den FCO Dijon ein Hattrick, womit er seiner Mannschaft dieses Unentschieden sicherte. Nachdem er auch beim nächsten Spiel gegen SM Caen an allen Toren direkt beteiligt war, fiel er für den Rest der Saison aufgrund eines Kreuzbandrisses aus. Dies war der Grund dafür, warum er nur auf neun Ligaeinsätze kam, aber fünf Tore schoss und zwei vorlegte. In der Folgespielzeit 2017/18 traf er insgesamt viermal in 34 Einsätzen.
Im kommenden Sommer unterschrieb er daraufhin beim Ligakonkurrenten SM Caen. Sein erstes Spiel im Verein absolvierte er direkt am ersten Spieltag bei Paris Saint-Germain in der Startelf. Sechs Wochen später schoss er gegen den SC Amiens den entscheidenden 1:0-Siegtreffer und somit sein erstes Tor für Caen. In der gesamten Spielzeit traf er achtmal und legte drei Tore vor in zusammengenommen 36 Einsätzen.
Nach dem Abstieg in die Ligue 2 wechselte er zum Erstligisten SCO Angers, wo er bis Juni 2023 unterschrieb. Bei der 0:6-Niederlage gegen Olympique Lyon wurde er eingewechselt und trug somit zum ersten Mal das Trikot von Angers. Am 22. September 2019 (6. Spieltag) schoss er bei einem 4:1-Sieg über die AS Saint-Étienne seine ersten drei Tore im Verein und zudem seinen zweiten Karriere-Hattrick, obwohl er nur 21 Minuten auf dem Platz stand. In der gesamten Spielzeit kam er auf 16 Ligaspiele, drei Tore und eine Vorlage. Daraufhin wurde er für die Saison 2020/21 an Sivasspor in die Süper Lig verliehen. Sein Debüt in der höchsten türkischen Spielklasse gab er am ersten Spieltag, als er bei einer 0:2-Niederlage gegen Alanyaspor eine Halbzeit lang spielte. Ein paar Wochen später wurde er in der Europa League gegen Maccabi Tel Aviv das erste Mal international eingewechselt. Während seiner Leihe kam er auf 16 Süper-Lig-Einsätze, vier in der Europa League und zwei im Pokal.
Im Juli 2022 wechselte er zum zypriotischen Verein Anorthosis Famagusta. Im Jahr darauf zog es ihn nach Aserbaidschan.

### Nationalmannschaft
Sein Debüt in der tschadischen Nationalmannschaft gab Ninga am 11. November 2011 in einem WM-Qualifikationsspiel gegen Tansania nach später Einwechslung. Seinen ersten Treffer in einem FIFA-Spiel schoss er gegen Malawi, als das Nationalteam 3:1 gewann. Mit der Nationalmannschaft gewann er 2014 den CEMAC Cup.

## Erfolge
Nationalmannschaft
- CEMAC Cup: 2014